# Krzysztof Pszenicki
Krzysztof Pszenicki (właśc. Ludwik Krzysztof Pszenicki; ur. 1945) – polski dziennikarz radiowy, b. dyrektor Sekcji Polskiej BBC (w latach 1980–1988).
W młodości członek "Walterowców", następnie członek założyciel Klubu Poszukiwaczy Sprzeczności. Ukończył socjologię na Uniwersytecie Warszawskim i ekonomię na London School of Economics and Political Science. W 1968 był uczestnikiem wydarzeń marcowych, w wyniku czego wyjechał do Wielkiej Brytanii. Wykładał socjologię w Londynie. Następnie, od 1973 do 2001 pracował w Serwisie Światowym BBC, początkowo jako dziennikarz Sekcji Polskiej (do 1980 r.), a następnie jej dyrektor (do 1988 r.). Pod koniec pracy zawodowej był Dyrektorem Zarządzającym Serwisu Światowego na Europę, odpowiadając za audycje w dziewięciu językach (z czterdziestu czterech, w których ówcześnie nadawano).
Wydawał (bez wiedzy i zgody zwierzchników) biuletyn "Uncensored Poland" ("Polska bez Cenzury"), rozsyłany w prenumeracie aż do 1989 r. - od Białego Domu i Downing Street, przez redakcje ważnych gazet, telewizji i rozgłośni radiowych, po MSZ Chińskiej Republiki Ludowej. Pomagało mu w tłumaczeniu z polskiego na angielski kilka osób też pracujących w BBC, choć ze względu na regulamin stacji musieli to robić bardzo dyskretnie.
Obecnie pracuje jako tłumacz (również kabinowy). W 2009 r. wydał książkę pt. Tu mówi Londyn. Historia Sekcji Polskiej BBC (Rosner & Wspólnicy 2009, ISBN 978-83-60336-31-1). Wcześniej, jako Chris Pszenicki, współpracował z periodykiem "Index on Censorship", gdzie zamieszczał kronikę wydarzeń w Polsce i opublikował (po angielsku) szereg artykułów o tematyce polskiej.
Żonaty z Małgorzatą z d. Matuszewską (ur. 1942), córką krytyka literackiego Ryszarda Matuszewskiego.
Mieszka w Wielkiej Brytanii.
W 1999 został odznaczony Krzyżem Kawalerskim Orderu Zasługi Rzeczypospolitej Polskiej (M.P. z 1999, nr 41, poz. 637), a w 2000 Krzyżem Komandorskim Orderu Odrodzenia Polski (M.P. z 2000, nr 30, poz. 621).